# Earl Brown
Pour les articles homonymes, voir Brown.
Earl Brown, né le 23 juin 1952, est un joueur portoricain de basket-ball. Il évolue durant sa carrière au poste de pivot.

## Palmarès
- Finaliste des Jeux panaméricains de 1975